# سرجس جانجي
سرجاس جانجي (الاسم العلمي:Sargassum zhangii) هو نوع من الطلائعيات يتبع جنس السرجاس من فصيلة السرجاسية.